# Tiarinia verrucosa
Tiarinia verrucosa is een krabbensoort uit de familie van de Majidae. De wetenschappelijke naam van de soort is voor het eerst geldig gepubliceerd in 1865 door Camil Heller.
De soort werd gevonden in de Nicobaren tijdens de expeditie van het Oostenrijkse fregat Novara in 1857-1859.